# Wierzbica (Tomaszów Lubelski)
Pour les articles homonymes, voir Wierzbica.
Wierzbica (prononciation [vjɛʐˈbit͡sa]) est un village de la gmina de Lubycza Królewska du powiat de Tomaszów Lubelski dans la voïvodie de Lublin, situé dans l'est de la Pologne.
Le village se situe à environ 22 kilomètres au sud-est de Tomaszów Lubelski (siège du powiat) et 127 kilomètres au sud-est de Lublin (capitale de la voïvodie).
Le village comptait approximativement une population de 230 habitants en 2006.

## Administration
De 1975 à 1998, le village était attaché administrativement à l'ancienne voïvodie de Zamość.

Depuis 1999, il fait partie de la nouvelle voïvodie de Lublin.